# Список оппозиций в ВКП(б)
Практически с момента основания РСДРП в её среде началась фракционная борьба между различными «течениями», «платформами», «уклонами». Партия РСДРП(б) — РКП(б) — ВКП(б) исторически зародилась, как одна из двух основных фракций РСДРП.

## 1917 год
| Период         | Характеристика |
| -------------- | --- |
| февраль-апрель | Непосредственно после Февральской революции большевистские верхи в целом стояли на позициях широкого сотрудничества с Временным правительством. Сталин И. В. даже заявил в «мартовский» период, что «объединение [с меньшевиками] возможно по линии Циммервальда — Кинталя». Немедленно после своего возвращения из эмиграции в апреле Ленин В. И. в течение буквально двух-трёх недель убедил свою партию отказаться от подобных настроений, соориентировав её на захват власти (Более подробно см. Борьба вокруг «Апрельских тезисов» Ленина). |
| апрель-июль    | Межрайонцы в феврале-июне 1917 года сблизились с большевиками по вопросу о мире («всеобщий демократический мир без аннексий и контрибуций»), и по вопросу отношения к Временному правительству. Растянувшиеся на несколько месяцев переговоры об объединении завершил VI съезд РСДРП(б), в июле принявший всех межрайонцев во главе с Троцким Л. Д. в состав большевистской партии. |
| сентябрь       | Новые разногласия возникли вокруг подготовки Октябрьского восстания. Зиновьев Г. Е. и Каменев Л. Б., опасаясь повторения июльского поражения (см. Июльские дни), предлагали восстания не поднимать, тогда как бежавший в Финляндию Ленин настаивал на организации восстания немедленно, не дожидаясь созыва II Всероссийского съезда советов рабочих и солдатских депутатов, а также созыва Учредительного собрания, выборы которого после долгих проволочек были назначены Временным правительством на ноябрь. «Промежуточную» линию представил председатель Петросовета Троцкий Л. Д., предложивший восстание поднять, но приурочив его к созыву II Съезда Советов, который тем самым встал бы перед фактом, что Временное правительство разогнано, система «двоевластия» тем самым уничтожена, и Съезд оказался единственной властью в стране. По мнению Ричарда Пайпса, таким образом Троцкий замаскировал захват власти большевиками установлением власти Советов — выборных многопартийных органов. План Троцкого получил большинство голосов ЦК, и был в итоге реализован. |
| ноябрь-декабрь | Немедленно после Октябрьского восстания эсеро-меньшевистский исполком железнодорожного профсоюза Викжель потребовал создания «однородного социалистического правительства» из представителей всех социалистических партий, угрожая в противном случае блокадой. Зиновьев, Каменев, Ногин и Рыков согласились с предложениями эсеров и меньшевиков, в соответствии с которыми позиции большевиков в предполагаемом коалиционном правительстве значительно ослаблялись, и из его состава исключались Ленин и Троцкий, «как персональные виновники Октябрьского переворота». Таким образом, внутри большевизма на короткое время возникло «правое» крыло. В ноябре переговоры с Викжелем были окончательно прерваны. Зиновьев, Каменев, Ногин, Рыков и Милютин в знак протеста подали в отставку с занимаемых постов, также вышли из состава ЦК. Уже 8 (21) ноября 1917 года председателем ВЦИК вместо Каменева был назначен Свердлов Я. М.. Уже в декабре, однако, оппозиционеры предпочли признать ошибочность своей позиции и согласиться с партийным большинством.               |

## 1918—1919
| Название          | Характеристика |
| ----------------- | --- |
| Левые коммунисты  | Новый раскол обозначился уже в начале 1918 года по вопросу о мире. Фракция левых коммунистов во главе с Бухариным Н. И. требовала мира на позорных для России немецких условиях не заключать, поднять широкое восстание против германо-австрийских оккупационных войск. В число сторонников движения входили также Дзержинский Ф. Э., Урицкий М. С., Уншлихт И. С. и др. Фракция на какое-то время оказалась в большинстве в Московском комитете партии, имела собственное печатное издание (газета «Коммунист»). Наркоминдел Троцкий Л. Д. выступил с «промежуточной» позицией «ни мира, ни войны», состоявшей в затягивании переговоров в надежде на скорую революцию в самой Германии. После окончательного провала этой позиции Троцкий был вынужден признать своё поражение, и подал в отставку с поста наркома иностранных дел; под влиянием угрозы Ленина подать в отставку (что фактически означало раскол партии с непредсказуемыми последствиями) Троцкий и его сторонники воздержались на историческом заседании ЦК 23 февраля. Тем самым, Ленину удалось получить большинство голосов. В свою очередь, Ленин сформулировал новую «промежуточную» позицию, объявившую мир лишь «передышкой». После выхода Германии из войны и денонсации Брестского мира почва для «левых коммунистов» окончательно исчезла. |
| Военная оппозиция | Летом 1918 года предреввоенсовета Троцкий Л. Д. окончательно принял курс на преобразование РККА в массовую армию, основанную на традиционных принципах строгого единоначалия, индивидуальных знаках различия, широком привлечении бывших царских офицеров и т. д. — вплоть до восстановления единой формы одежды и военных парадов. Эти действия вызвали значительное сопротивление части партии, видевшей в них отход от декларированного принципа «всеобщего равенства». Кроме того, офицерство традиционно воспринималось социалистами, как «контрреволюционное». На этой почве к концу 1918 года оформилась военная оппозиция, идейно разгромленная на VIII съезде РКП(б). По мере того, как новые методы организации Красной армии показали свою эффективность, оппозиция в течение 1919 года сошла на нет. |
| Децисты           | Тем временем в 1919—1920 годах образовалось новое оппозиционное течение — группа демократического централизма (децисты), критиковавшее наметившийся в партии и государстве переход к военно-командным методам, бюрократизацию, отход от выборности к системе назначенства. Представителями движения являлись Бубнов А. С., Сапронов Т. В. и др. |

## «Дискуссия о профсоюзах» 1920—1921 годов
Дискуссия о профсоюзах (ноябрь 1920 — март 1921) продемонстрировала самый крайний фракционный раскол. Официальные протоколы X съезда РКП(б) насчитывают в общей сложности восемь только зарегистрированных платформ. Линию большинства ЦК представляла оформившаяся только к декабрю 1920 года «платформа 10-ти» (Ленин, Зиновьев, Каменев, Сталин, Рудзутак, Калинин, Томский, Сергеев (Артём), Лозовский, Петровский Г. И.). Крайняя пестрота фракционной картины, неоднократно менявшийся состав участников различных «платформ», а также тот факт, что официальная «платформа 10-ти» сформировалась только к середине «профдискуссии», всё это привело к тому, что борьба шла как между оппозициями и официальным ЦК, так и различных оппозиций друг с другом.
По представлениям современников, отвлечённая, на первый взгляд, дискуссия о роли профсоюзов на деле вылилась в острейший политический кризис. Его апогеем стало Кронштадтское восстание, произошедшее прямо во время X съезда. Одной из его причин стала «профдискуссия»; тогда как глава Петрограда Зиновьев поддерживал официальную «платформу 10-ти», командующий Балтийским флотом Раскольников Ф. Ф. принял сторону Троцкого. Произошедшие в связи с этим дискуссии объективно способствовали подрыву дисциплины на флоте, возникновению резкого недовольства личностью Раскольникова, который в марте 1921 года был вынужден подать в отставку.
Точку на «профдискуссии» поставил X Съезд РКП(б), прошедший в марте 1921 года. Съезд принял историческую резолюцию «О единстве партии», запретившую любые фракции и оппозиционные группы. Признаком фракционности могли стать даже создание собственных программных документов («платформ») и подмена общепартийной дисциплины на «групповую» (в рамках своей фракции). Резко усилилось смещение власти от Съезда (согласно Уставу — высшего органа партии) к ЦК; если ранее любые изменения в составе ЦК мог проводить только Съезд, то теперь, по требованию Ленина, фракционеры могли выводится из ЦК решением объединённого пленума ЦК и ЦКК (партийных контрольных органов).
Выполнение резолюции «О единстве партии», однако, растянулось более чем на 10 лет.
| Платформа                             | Характеристика |
| ------------------------------------- | --- |
| Индустриалисты                        | Платформа Троцкого (индустриалисты) настаивала на методах широкой милитаризации труда в промышленности, основной опорой этих методов предполагались профсоюзы. Вместе с тем отношение Троцкого к режиму «военного коммунизма» было весьма зигзагообразным. Возглавив в январе 1920 года образованную в порядке эксперимента 1-ю трудармию, Троцкий наглядно убедился в её полной неэффективности. Военная организация оказалась плохо приспособлена для выполнения хозяйственных задач. По данным самого Троцкого, лишь 23 % личного состава занимались трудовой деятельностью, как таковой, постоянно отвлекались строевой подготовкой и несением нарядов. Кроме того, трудармейцы демонстрировали крайне низкую производительность труда, низкую даже в сравнении с озлобленными крестьянами, работавшими по трудповинности. Возглавляя преимущественно крестьянскую по своему составу Красную Армию, Троцкий был вынужден регулярно сталкиваться с настроениями, царившими в крестьянской среде. Уже в феврале 1920 года он обратился в ЦК с предложениями по замене продразвёрстки более лёгким продналогом. Предложения Троцкого сочетали отмену продразвёрстки с организацией принудительной запашки земли в центральных губерниях и курсом на коллективизацию. Однако на тот момент он получил в ЦК лишь 4 голоса против 11. Оказавшись в меньшинстве, Троцкий превратился в рьяного сторонника милитаризации труда. Получив в марте 1920 года назначение на пост наркома путей сообщения, Троцкий милитаризовал железнодорожный транспорт. Однако, когда в сентябре 1920 года он попытался распространить милитаризацию также на водный транспорт, эти меры вызвали самое ожесточённое сопротивление водников. В ноябре Троцкий выступил на V Всероссийской конференции профсоюзов с предложением «перетряхнуть профсоюзы», милитаризовав всю промышленность с использованием профсоюзов, как «приводных ремней». Впервые с 1917 года Ленин и Троцкий, на тот момент — фактически два первых лица в государстве — оказались в оппозиции друг к другу. На декабрьском пленуме 1920 года ЦК раскололся между двумя лидерами примерно пополам, 8 голосов против 7. Для Ленина это стало тревожным симптомом, что он может потерять большинство в ЦК. |
| Буферная группа                       | Буферная группа (Бухарин, Ларин, Сокольников, Преображенский и др.) настаивала на преодолении противоречий всех сторон, на деле была идейно близка к платформе Троцкого. К концу января 1921 остатки «буфера» окончательно объединяются с Троцким, приняв объединённые тезисы Троцкого-Бухарина. |
| Рабочая оппозиция                     | Рабочая оппозиция во главе со Шляпниковым и Коллонтай начала формироваться с 1919 года, выражала недовольство части рабочих общим падением уровня жизни к концу Гражданской войны, так называемым «интеллигентским засильем», в связи с чем противники оппозиции неоднократно обвиняли её в склонности к антиинтеллектуальной махаевщине. Исследователь Восленский М. С. обращает внимание, что среди большевистских лидеров на деле доминировали не рабочие, а радикальная интеллигенция; в частности, в историческом первом составе Совнаркома было всего двое рабочих, Шляпников и Ногин. Кроме того, в этом составе было два дворянина (Ленин и Луначарский). Программные требования оппозиции являлись разнородными, и неоднократно менялись; однако общим моментом являлись требование увеличение представительства рабочих в партийных и советских органах, требование регулярного, на несколько месяцев в году, перевода высших партийных оппозиционеров «к станку», в целях преодоления их «отрыва от масс» (как вариант, также требование несколько месяцев в году служить в армии). Ленин подверг оппозицию особенно острой критике за лозунг передачи контроля над огосударствленной экономикой в руки выборного «Всероссийского съезда производителей», что было определено Лениным, как «анархо-синдикалистский уклон». В январе 1921 года к «рабочей оппозиции» присоединяется также Ногин В. П., 29 февраля — идейно близкие оппозиции группа Игнатова. Делегат X Съезда РКП(б) Лозовский С. А. подытожил «наказы» рабочих: требования разрешения ухода с фабрик в деревни; возвращение к принципу «всеобщего равенства», что должно было проявиться в отмене различных «ударнических» пайков, которых было насчитано не менее тринадцати видов; преодоление «отрыва от масс» руководства заводских комячеек. «Рабочая оппозиция» подверглась ожесточённой критике не только официального ЦК, сторону которого на X Съезде РКП(б) представляли в основном Ленин и Зиновьев, но и других оппозиционных групп. «Децистский» делегат X съезда Рафаил так охарактеризовал «интеллигентоедские» настроения группы Шляпникова-Коллонтай: Рабочая оппозиция занимается ингеллигентоедством в том смысле, что все зло она видит в наших руководящих органах и в том, что везде и всюду сидят интеллигенты. И т. Ярославский был совершенно прав, говоря, что так же, как отсталые рабочие и крестьянские массы в своё время думали, будто все зависит от того, что всюду и везде сидит много «жидов», точно так же и это антиинтеллигентство является основной неправильностью позиции, которую занимает «Рабочая оппозиция». Троцкий, сам на тот момент находившийся в оппозиции, также раскритиковал лозунги «рабочей оппозиции», обвинив её в том, что она делает из принципа «демократизма» «фетиш», тогда как партия, по мнению Троцкого, не может ставить себя в зависимость «от изменчивого настроения масс». Близкий к Троцкому секретарь ЦК Крестинский в Организационном отчёте ЦК привёл имевшиеся у него цифры социального состава партийных органов; по мнению Крестинского, эти цифры опровергали тезисы оппозиционеров о так называемом «интеллигентском засилье». |
| «Группа демократического централизма» | Продолжала свою деятельность также группа демократического централизма. |

## 1921—1923. «Добивание» «рабочей оппозиции»
После X съезда РКП(б) в марте 1921 года, принявшего резолюцию «О единстве партии», от фракционной деятельности временно отказался Троцкий Л. Д., также фактически самораспустилась фракция «децистов».
| Название                      | Характеристика |
| ----------------------------- | --- |
| Рабочая оппозиция             | Однако, «рабочая оппозиция» (Шляпников — Коллонтай) фактически отказалась распускаться. Столкнувшись с тем, что на X съезде (март 1921) они оказались в меньшинстве, оппозиционеры в феврале 1922 года обратились в Коминтерн с «Заявлением 22-х». Хотя Коминтерн фактически с момента своего создания был целиком подконтролен Москве, по представлениям того времени он всё ещё рассматривался, как всемирная коммунистическая партия, в которую РКП(б) входила на правах лишь одной из подчинённых национальных секций. «Заявление 22-х» широко критиковало «бюрократическое перерождение» партии; как и следовало ожидать, оно было отклонено Коминтерном с уклончивыми формулировками. На XI съезде РКП(б) в марте-апреле 1922 года лидерам оппозиции были вынесены последние предупреждения, произошли первые исключения рядовых оппозиционеров из партии. Кроме того, Ленин В. И. разорвал личные отношения с Коллонтай, что стало для неё сильным ударом. Организованная «рабочая оппозиция» прекратила своё существование. Ричард Пайпс, рассматривая внутрипартийную борьбу периода окончания Гражданской войны, на первое место ставит именно «рабочую оппозицию»: Рабочую оппозицию составляли твердокаменные большевики. Они признавали партийный диктат и «руководящую роль» партии в профсоюзах; они одобряли отмену «буржуазных» свобод и подавление иных политических партий. Они не видели недостатков в политике партии по отношению к крестьянству. Во время Кронштадтского мятежа в 1921 году они были в числе первых, кто записывался добровольцами в отряды, формировавшиеся для подавления восставших матросов. По словам Шляпникова, его расхождения с Лениным касались не сути, а средств. Рабочая оппозиция не могла смириться с тем, что интеллигенция, образовавшая новую бюрократию, оттесняет от руля управления правящий класс — пролетариат. Ведь фактически в «рабочем» правительстве на руководящих постах не было ни одного рабочего: большинство из них не только нигде и никогда не занимались физическим трудом, но и вообще не имели никакого постоянного занятия, кроме революции. …Лидеры профсоюзов серьезно поверили утверждениям о построении государства с «диктатурой пролетариата»: плохо разбирающиеся в диалектических тонкостях, они не могли понять, на каком основании партийное руководство, представленное интеллигенцией, знает, что нужно рабочим, лучше самих рабочих. Они выступали против устранения рабочих представителей из органов управления и возвращения под видом «специалистов» прежних хозяев производства. Они жаловались на то, что эти люди обращаются с ними в точности как при старом режиме. Что же тогда изменилось? И в чем вообще смысл революции? Они выступали и против установления в Красной Армии командной иерархии и восстановления чинов. Они критиковали бюрократизацию партии и сосредоточение власти в руках её Центрального Комитета. Они осуждали практику назначения местных партийных руководителей по указаниям из Центра. Чтобы приблизить партию к трудящимся массам, они предлагали проводить частую смену состава её руководящих органов, открывая дорогу в них настоящим людям труда. Оппозиция дала выход подспудно тлевшему еще с конца XIX века конфликту между меньшинством политически активных рабочих и интеллигенцией, которая берется выступать от их имени. Радикально настроенные рабочие, тяготеющие более к синдикализму, чем к марксизму, кооперировались с интеллигенцией и позволяли руководить собой, потому что ощущали в себе недостаток политического опыта. Но они никогда не забывали о той пропасти, которая пролегает между ними и их партнерами, и, как только образовалось «государство рабочих», они уже не видели причины уступать власть «белоручкам». [В 1925 году Крупская писала Кларе Цеткин, что «широкие слои крестьян и рабочих отождествляют интеллигентов с крупными помещиками и с буржуазией. Ненависть народа к интеллигентам сильна» (Известия ЦК КПСС. 1989 № 2/289. С. 204)]. |
| Рабочая группа («мясниковцы») | После окончательного разгрома «рабочей оппозиции» внутрипартийная борьба переместилась на уничтожение её остатков. Вокруг Мясникова Г. И. образовалась «Рабочая группа» («мясниковцы»), насчитывавшая, по разным источникам, от 200 до 3 тыс. человек в Москве, и неизвестное количество членов в других городах. В марте 1923 года Мясников Г. И., Кузнецов В. и Моисеев П. Б. сформировали центральный орган фракции, «Временное центральное организационное бюро», начав также выпускать с марта «Манифест Рабочей группы РКП». Одним из их требований было полное, в связи с окончанием Гражданской войны, восстановление свободы слова для всех политических течений, «от монархистов до анархистов». После того, как Мясникову написал лично Ленин, оппозиционер, однако, отказываться от своих убеждений не стал. «Мясниковцы» продолжили свою деятельность уже нелегально, после исключения из партии. Разгром «рабочей группы» и идейно близкой к ней «рабочей правды» стал первым случаем применения ОГПУ во внутрипартийной фракционной борьбе. XII съезд РКП(б) в 1923 году объявил «Рабочую группу» «контрреволюционной», 25 мая Мясников арестовывался ОГПУ, массовые аресты рядовых членов группы начались в сентябре, в связи с их участием в организации забастовок. В 1924 году фракционная деятельность группы переросла в организацию самостоятельной «Коммунистической рабочей партии», в том же году подвергнутую массовым арестам. Незначительные осколки РГ и КРП просуществовали до 1929 года. |
| «Рабочая правда»              | Группа «Рабочей правды» сформировалась в 1922 году вокруг одноимённой «левацкой» газеты, впервые нелегально вышедшей в сентябре 1922 года в Москве. Ядро группы насчитывало, по разным данным, 20-40 человек при 200—400 сочувствующих. Члены группы участвовали в забастовках 1922—1923 годов, что привлекло к ней внимание. В 1923 году из партии были исключены 13 человек, связанных с «Рабочей правдой», группа была полностью разгромлена. Ян Геббс и К. Д. Уорд в своей работе «Левые коммунисты в России. 1918—1930-е гг.» обращают внимание на разногласия между «Рабочей группой» и «Рабочей правдой», высказывают мнение, что «Рабочая правда» находилась под влиянием идей Богданова П. А. |

## 1922. Дискуссии вокруг основания СССР. «Ленинский проект» и «сталинский проект»
В ходе Гражданской войны большевики образовали на территории бывшей Российской империи до нескольких десятков советских республик, которые неоднократно реорганизовывались по мере продвижения фронтов (см. Распад Российской империи и образование СССР). Их отношения были довольно запутанными: формально каждая из республик была отдельным государством, хотя, в то же время, национальные компартии входили в РКП(б) на правах местных парторганизаций, также единым было и командование РККА. Таким образом, хотя советские республики и считались отдельными государствами, на деле они были интегрированы в единую административную и военную машину с центром в Москве. 28 декабря 1920 года РСФСР и УССР заключили договор о хозяйственном и военном союзе, объединив наркоматы по военным и морским делам, внешней торговли, финансов, труда, путей сообщения, почт и телеграфа, ВСНХ. Фактически соответствующие объединённые наркоматы перешли под контроль СНК РСФСР, Всероссийских съездов советов и российского ВЦИК. Аналогичные договоры были заключены также между РСФСР и другими советскими республиками, кроме того, все советские республики делегировали РСФСР право представлять их на Генуэзской конференции 1922 года. Показательно выступление на X Съезде украинского коммуниста Затонского В. П., заявившего:

…я лично не знаю, в каких взаимоотношениях мы находимся сейчас с РСФСР, мы, живущие на Украине, я лично не разобрался окончательно. Что же говорить о широких массах! С заключением последнего договора мы не то находимся в федерации, не то не находимся. Надо, чтобы это поняли центральные учреждения для того, чтобы не было такого кавардака, который здесь сейчас наблюдается сплошь и рядом, когда определенные товарищи, когда целые учреждения, как ЦК, ведут одну линию, а наркоматы — другую. 

К концу Гражданской войны руководству РКП(б) стала очевидной необходимость урегулирования отношений между советскими республиками. Положение осложнялось тем, что в ходе борьбы за власть на национальных окраинах большевики неоднократно объединялись с местными коммунистами и разнообразными национальными партиями левой ориентации (младобухарцы, украинские боротьбисты, Российская мусульманская коммунистическая партия и др.), принявшими за чистую монету лозунг «национального самоопределения вплоть до полного отделения». В дискуссиях о структуре будущей советской федерации на первое место всё больше начал выходить вопрос о распределении власти между Москвой и национальными окраинами. Нарком по делам национальностей Сталин И. В. с августа 1922 года начал отстаивать «великодержавный» проект «автономизации», в соответствии с которым национальные окраины должны были включаться в РСФСР на правах автономий. В названии объединённой советской федерации, по этому проекту, обязательно присутствовало слово «Российская».
| Название                                                          | Характеристика |
| ----------------------------------------------------------------- | --- |
| «Национал-уклонизм», «социал-независимство», «исламский марксизм» | Сталин И. В. начал последовательно продвигать концепцию «национал-уклонизма», направленную против требовавших большей самостоятельности местных коммунистов («социал-независимцев»). Крупным примером «национал-уклонистов» того времени стал татарский коммунист Султан-Галиев М. Х., разработавший доктрину «исламского марксизма». Идейные поиски Султан-Галиева так далеко отклонились от общепринятых в РКП(б), что он ещё в 1923 году был исключён из партии, с санкции правящей «тройки» Зиновьев — Каменев — Сталин. В 1928 году по обвинению в создании «контрреволюционной организации» Султан-Галиев был приговорён к расстрелу, заменённому 10 годами лагерей. Так называемая «султангалиевщина» во многом перекликалась с идеями «исламского социализма», распространившегося впоследствии в мусульманском мире. Проводилась репрессии по «национальным линиям» по обвинениям в «буржуазно-националистической оппозиции и контрреволюционных организациях» удмуртов (СОФИН), башкир («валидовцев»), понтийсикх греков (ГАКПШПО) и прочих народов. Сталин И. В. сконцентрировал борьбу с так называемыми «социал-независимцами» на своей родине, в Грузии. Здесь основным источником противоречий стал вопрос о судьбе ЗСФСР. Тогда как центр во главе с Лениным настаивал на объединении Грузии, Армении и Азербайджана в единую Закавказскую республику, ЦК Компартии Грузии 15 сентября 1922 года высказался за вхождение Грузии в Союз непосредственно, на правах отдельной республики, «с сохранением всех атрибутов независимости». Противоречия вылились в крупный конфликт (см. Грузинское дело), когда представитель центра, один из ближайших соратников Сталина Орджоникидзе Г. В., избил местного руководителя. В октябре ЦК Компартии Грузии в полном составе подал в отставку, обвинив Орджоникидзе в создании «держимордовского режима». Роберт Такер описывает этот конфликт следующим образом: Рыков беседовал с неким А. А. Кобахидзе, единомышленником Мдивани. Когда Орджоникидзе вмешался в разговор, Кобахидзе упрекнул его в том, что он имеет собственного белого коня, и затем допустил оскорбительное выражение [по другим источникам, Кобахидзе назвал Орджоникидзе «сталинским ишаком»], за что пришедший в ярость Орджоникидзе ударил Кобахидзе по лицу. Положение дел в Грузии было особенно сложным, так как среди местного населения пользовались необычно высокой популярностью меньшевики. В этой связи Ленин санкционировал вторжение советских войск в Грузию годом ранее только после колебаний. Впоследствии шаткость позиций большевиков в Грузии привела к крупному меньшевистскому восстанию в августе 1924 года. В декабре 1922 года в конфликт вмешался лично Ленин, написавший статью «К вопросу о национальностях или об „автономизации“». По мнению Ленина, инцидент стал серьёзным симптомом возрождения дореволюционного «великодержавного шовинизма». Прозрачно намекая на Сталина лично, Ленин заметил, что «обрусевшие инородцы … пересаливают по части истинно русского настроения», и что «Тот грузин, который…пренебрежительно швыряется обвинением в „социал-национализме“ (тогда как он сам является настоящим и истинным не только „социал-националом“ но и грубым великорусским держимордой), тот грузин, в сущности, нарушает интересы пролетарской классовой солидарности». В феврале 1923 года Ленин через своего секретаря Фотиеву дал понять, что по «грузинскому делу» он «на стороне обиженных». |
| «Великодержавный шовинизм» и «сменовеховство»                     | Прямой противоположностью обвинений в «национал-уклонизме» стали обвинения в возрождении дореволюционного «русского великодержавного шовинизма». Однако новое «великодержавие» отнюдь не являлось одним лишь механическим повторением дореволюционных имперских схем. Питательной почвой для него во многом стало новое для того времени явление «красного патриотизма». Как отметил делегат X Съезда РКП(б) Затонский, Россия стала первой на путь революции…Россия из … фактической колонии Западной Европы, превратилась в центр мирового движения, этот факт наполнил гордостью сердца…и создался своего рода русский красный патриотизм…есть тенденция к «единой, неделимой»… По мнению Агурского М. С., своеобразным вне-большевистским отражением «советского патриотизма» стала белоэмигрантская идеология «сменовеховства», также именовавшаяся в СССР, по фамилии её главного идеолога Устрялова Н. С., «устряловщиной». Сменовеховцы полагали, что большевистское движение «переродилось», фактически встав на путь строительства новой, «красной империи» вместо уничтоженной «белой империи»; исходя из этого, всем антибольшевистским силам предлагалось встать на путь полной поддержки СССР. Начиная с 1921 года, Устрялов предсказывал большевизму гибель через термидорианский переворот, по аналогии с французской революцией, и называл советский режим «редиской», красной снаружи и белой внутри. Показательно также мнение монархиста Шульгина В. В., считавшего, что белые идеи «перескочили» через линию фронта, от большевистской диктатуры и культа вождей остался лишь один шаг до восстановления монархии. Ленин В. И. лично вступил в дискуссию с «устряловцами». Отвергнув идею «перерождения СССР», Ленин, впрочем, признал, что «враг говорит классовую правду», и такое «перерождение» возможно, в связи с оживлением «мелкобуржуазных элементов» при НЭПе и ростом бюрократизма. Сталин И. В. осудил «сменовеховство» как «буржуазную» идеологию, а Троцкий заметил, что «партию погубят устряловцы и полуустряловцы». Несмотря на то, что идеи Устрялова были осуждены всеми большевистскими лидерами, РКП(б), однако, не стала препятствовать их распространению и даже изданию в СССР (см. также попутчик). |
| «Автономизация»                                                   | Проект «автономизации» был поддержан компартиями Армении и Азербайджана; в то же время против него выступили коммунисты не только Грузии. ЦК Компартии Белоруссии высказался за сохранение существующего положения, а ЦК Компартии Украины заявил, что поддерживает «полную независимость» Украины. В противоположность «великодержавному» «централизаторскому» сталинскому проекту «автономизации» Ленин выдвинул «интернационалистский» проект, в котором существовавшие на тот момент советские республики входили в единую советскую федерацию на началах полного равенства и равного представительства. Показательно, что из названия нового государства — СССР — было изъято слово «Российская» и вообще какие-либо географические названия, что не исключало в будущем присоединения и новых советских республик, в том числе и за пределами бывшей Российской империи. Ричард Пайпс считает, что «ленинский проект» в любом случае был ширмой, скрывавшей однопартийную систему; в отличие от прямолинейного «централизаторского» проекта «автономизации» Ленин предпочёл более гибкую тактику, лавирование между интересами центра и интересами национальных окраин. Ленин впервые раскритиковал проект «автономизации» в своей записке Политбюро 26 сентября 1922 года; безуспешно попытавшись отстоять свой проект, Сталин, однако, так и не решился противостоять Ленину. Тем не менее, в последние месяцы сознательной деятельности Ленина (после своего третьего инсульта 9 марта 1923 года Ленин окончательно отошёл от политики) его конфликт со Сталиным только разросся. Предметом особой заботы Ленина в эти месяцы стали, в первую очередь, вопросы национально-государственного устройства СССР, и особенно проблема бюрократизма, резко усилившегося в связи с окончанием Гражданской войны, и переходом к строительству нормального государственного аппарата. В своей статье «Как нам реорганизовать Рабкрин» Ленин обрушился с критикой на организацию Рабкрина (органов государственного контроля), который в это время возглавлял именно Сталин: «[Рабкрин] не пользуется сейчас ни тенью авторитета. Все знают о том, что хуже поставленных учреждений, чем учреждения нашего Рабкрина, нет и что при современных условиях с этого наркомата нечего и спрашивать». Новая критика Сталина содержалась также в ленинской статье «Лучше меньше, да лучше». Декабрьский пленум ЦК 1922 года поручил Сталину контроль над соблюдением Лениным режима, установленного врачами. В этом качестве Сталин вступил в конфликт с Крупской Н. К. 5 марта 1923 года взбешённый Ленин потребовал от Сталина извинений, угрожая в противном случае «разрывом отношений». Ричард Пайпс цитирует «извинения» Сталина, подчёркивая, что их «лишь с большой натяжкой можно назвать извинением»: Если Вы считаете, что для сохранения «отношений» я должен «взять назад» сказанные выше слова, я их могу взять назад, отказываясь, однако, понять, в чем тут дело, где моя «вина» и чего, собственно, от меня хотят. Согласно воспоминаниям Молотова, Сталин после конфликта заявил: «Что, я должен перед ней на задних лапках ходить? Спать с Лениным ещё не значит разбираться в ленинизме!». Под влиянием этого инцидента Ленин 4 января 1923 года включил в своё «завещание» (Письмо к съезду) рекомендацию снять Сталина с поста Генерального секретаря. По мнению Ричарда Пайпса, перед Сталиным «встала реальная угроза политической смерти…шансы Сталина сохраниться на посту Генерального секретаря были равны почти нулю», однако здоровье Ленина ухудшалось столь стремительно, что он, согласно воспоминаниям Марии Ульяновой, даже не смог прочитать «извинений» Сталина. Наконец, 10 марта Ленин перенёс третий инсульт, после которого потерял дееспособность и окончательно отошёл от политической деятельности. |

## 1923—1924. «Тройка» Зиновьев — Каменев — Сталин против Троцкого
9 марта 1923 года у Ленина В. И. произошёл третий инсульт, после которого он окончательно отошёл от политической деятельности. На первое место вышел вопрос уже о том, кто станет его преемником. На первый взгляд, наиболее вероятной кандидатурой тогда казался Троцкий, в годы революции и Гражданской войны ставший фактически вторым лицом в государстве. Однако, личность и методы Троцкого вызывали значительное отторжение в рядах «старых большевиков».
Результатом этого стало появление неформальной «тройки» Зиновьев — Каменев — Сталин, сколотившей твёрдое большинство в Политбюро и ЦК. Таким образом, Троцкий при обсуждении любых ключевых вопросов заведомо оказывался в меньшинстве.
Возвышение «триумвиров» началось в последние годы жизни Ленина. Зиновьев с 1918 года возглавлял влиятельную Петроградскую организацию, и с 1919 года — Исполком Коминтерна (что по представлениям того времени, считалось даже выше, чем РКП), Каменев контролировал Московскую парторганизацию, возглавлял объединявший ряд ключевых наркоматов Совет Труда и Обороны; с началом болезни Ленина именно Каменев чаще всего председательствовал вместо него на заседаниях Совнаркома. Сталин контролировал Рабкрин (органы государственного контроля), с 1922 года в качестве Генерального секретаря он возглавил одновременно Секретариат и Оргбюро ЦК.
Осознав свою политическую изоляцию, Троцкий решил обратиться через головы ЦК (где он оказался в меньшинстве) напрямую к рядовым членам партии с лозунгом борьбы за «внутрипартийную демократию», как «децисты» до него. 8 октября 1923 года он обращается с письмом в ЦК и ЦКК с широкой критикой «бюрократического перерождения партии». 15 октября ряд высших партийных деятелей обращаются в ЦК с критическим «Заявлением 46-ти». Советская историография традиционно приписывает инициативу этого обращения Троцкому, который, однако, сам «Заявление» не подписал.
Начало широкой внутрипартийной дискуссии совпало с первым хозяйственным кризисом НЭПа, произошедшим летом-осенью 1923 года (ножницы цен), прокатившейся волной рабочих забастовок. Большинство ЦК во главе с Зиновьевым было вынуждено пойти на встречу оппозиции. 5 декабря объединённый пленум ЦК и ЦКК принял резолюцию «О партстроительстве», фактически повторявшую ряд положений «Заявления 46-ти». Троцкий скептически воспринял эту резолюцию, опубликовал в декабре 1923 года ряд программных статей цикла «Новый курс».
Начавшаяся предсъездовская дискуссия продемонстрировала, что Троцкий пользуется очень значительной поддержкой, во-первых, в армии, главой которой он всё ещё являлся. Во-вторых, Троцкого в большой мере поддержала учащаяся молодёжь. В «Новом курсе» Троцкий впервые выдвинул лозунг «омоложения» «переродившихся старых партийных кадров», заявив, что молодёжь является «вернейшим барометром партии».
XIII партконференция (январь 1924 года) стала сокрушительным ударом по Троцкому; большинство обвинило его в нарушении резолюции X съезда «О единстве партии», и «социал-демократическом уклоне». Зиновьев, Каменев и Сталин развернули под предлогом борьбы с фракционном расколом «чистку непроизводственных ячеек» партии (то есть чистку военных и вузовских ячеек, в значительной мере поддержавших Троцкого). XIII съезд РКП(б) в мае 1924 года стал для Троцкого ещё более серьёзным поражением. Практически единогласно делегаты объявили «троцкизм» — «враждебным ленинизму мелкобуржуазным учением»; в защиту Троцкого выступил фактически один только Преображенский.
Осенью 1924 года, после выхода в свет третьего тома собраний сочинения Троцкого, предварённого полной обвинений против Зиновьева и Каменева исторической статьей «Уроки Октября» тройкой была инициирована так называемая «литературная дискуссия» с троцкизмом. Путём произнесения полемических речей и опубликования статей и докладов, Сталин, Зиновьев и Каменев стремились опровергнуть изложенную в «Уроках Октября» концепцию о существовании в 1917 году двух крыльев внутри РСДРП(б) — революционного Ленина-Троцкого и полуменьшевстского Зиновьева-Каменева. Кроме того, путём утверждения о существовании троцкизма как цельного (с 1903 года по настоящее время) антибольшевистского и антиленинского течения (а по существу — не всегда верным с исторической точки зрения привязыванием дореволюционных споров Троцкого с большевиками и нынешних споров внутри круга наследников Ильича) тройка решала задачи уничтожения политического авторитета Троцкого и создания его негативного публичного образа, причём особенную роль в планировании кампании имел Зиновьев  . Централизованно спланированная кампания по дискредитации Троцкого и аппаратные приготовления способствовали победе тройки: на Пленуме ЦК 17-20 января 1925 г. «литературная дискуссия» была прекращена, Троцкий и его взгляды осуждены, было принято решение об организации широкой пропаганды антитроцкистских взглядов, а самого Льва Давидовича отправили в отставку с занимаемых им постов наркомвоенмора и председателя Реввоенсовета. При этом, Сталин настоял на оставлении Троцкого в Политбюро (против чего выступал Зиновьев), что видится продуманной политической комбинацией в свете разгоревшейся в конце 1925 г. дискуссии Сталина против Зиновьева и Каменева (Троцкий в ней обеспечил выгодный генсеку нейтралитет).

## 1925—1926. Сталин — Бухарин против Зиновьева — Каменева
| Название                                                 | Характеристика |
| -------------------------------------------------------- | --- |
| Новая оппозиция (платформа 4-х, ленинградская оппозиция) | После того, как в январе 1925 года Троцкий Л. Д. был снят с ключевых постов наркомвоенмора и предреввоенсовета, правящая «тройка» Зиновьев — Каменев — Сталин немедленно развалилась. В качестве противовеса Сталин предпочёл на данном этапе опереться на группу Бухарина — Рыкова — Томского. Зиновьев Г. Е., в 1923—1924 годах фактически возглавлявший партийное большинство, в 1925 году, однако, сам оказался в оппозиции. Так как основной опорой оппозиционеров стала «вотчина» Зиновьева — Ленинград, «новая оппозиция» 1925 года часто также именуется «ленинградской оппозицией». В 1925 году к группе Зиновьева-Каменева присоединились также наркомфин Сокольников и вдова Ленина Крупская Н. К. Зиновьев Г. Е. построил свою платформу на обширной критике Сталина слева: требования всемерного расширения «ленинского призыва», «наступление на кулака», лозунг «всеобщего равенства». Однако Зиновьев проиграл Сталину в аппаратных интригах; под предлогом борьбы с фракционным расколом Сталин сумел добиться отмены традиционной предсъездовской дискуссии; кроме того, оппозиционная «платформа 4-х» даже не была опубликована. На XIV съезде ВКП(б) в декабре 1925 года на стороне Зиновьева выступила только ленинградская делегация. Зиновьев и Каменев оказались в меньшинстве, и в 1926 году были сняты с ключевых постов глав московской и ленинградской парторганизаций. |

## 1926—1927
| Название                                                   | Характеристика |
| ---------------------------------------------------------- | --- |
| «Объединённая оппозиция» («троцкистско-зиновьевский блок») | В 1926 году произошло неожиданное объединение группы Зиновьева-Каменева с полтора года молчавшим Троцким. «Объединённая оппозиция» («троцкистско-зиновьевский блок») включила в свой состав ряд разнородных политиков: «зиновьевцы», «троцкисты», также остатки «децистов» и бывшей «рабочей оппозиции». В июле-октябре 1926 года лидеры оппозиции были за свою фракционную деятельность исключены из Политбюро (оставшись в составе ЦК). За попытки организовывать ставшие уже нелегальными встречи («смычки») оппозиции с рабочими, организацию нелегальной типографии для печати оппозиционной литературы, последовали массовые исключения рядовых оппозиционеров из партии. Наконец, после организации параллельной «троцкистской» демонстрации 7 ноября 1927 года, лидеры оппозиции были исключены из партии, Троцкий выслан в Алма-Ату. |

## 1928—1930
| Лицо                            | Характеристика |
| ------------------------------- | --- |
| Правая оппозиция (правый уклон) | Кризис хлебозаготовок 1927 года вынудил Сталина принять на вооружение многие лозунги разгромленной «левой оппозиции». Принятый курс на коллективизацию и форсированную индустриализацию вызвал конфликт с группой Бухарина — Рыкова — Томского («правый уклон»). Разгром «правых» в общих чертах завершился к концу 1929 года, когда они были лишены всех ключевых постов, 17 ноября 1929 года Бухарин был выведен из Политбюро. |

## 1930-е годы. Оппозиция под запретом
После разгрома Бухарина в ВКП(б) не осталось никаких фракций; XVII съезд ВКП(б), состоявшийся в 1934 году, декларировал, что впервые за всю историю партии в ней нет никаких оппозиций. Однако небольшие группы бывших оппозиционеров продолжали в частном порядке собираться, составлять программные документы.
| Название                                                      | Характеристика |
| ------------------------------------------------------------- | --- |
| «Право-левацкий» блок Сырцова-Ломинадзе                       | После отставки Рыкова в 1929 году новым председателем Совнаркома стал Сырцов С. И.. Ранее сторонник генеральной линии, с 1929 года перешёл в оппозицию. С 1930 года составил блок с Ломинадзе В. В. и Шацкиным Л. А. Все эти политики на деле принадлежали к прямо противоположным идейным платформам, и их объединяла только общая ненависть к Сталину. Сырцов, в частности, высказывал недовольство, что все решения принимает не он, как Председатель Совнаркома, и даже не ЦК, а «узкая группа», собирающаяся «на бывшей квартире Клары Цеткин». 3 ноября 1930 Сырцов снят с должности. Согласно совместному постановлению ЦК и ЦКК от 1 декабря 1930 года Сырцов и Ломинадзе были исключены из ЦК, Шацкий — из ЦКК. |
| «Право-левый» блок Ломинадзе-Стэна                            | Уже после своего снятия с поста Ломинадзе В. В. совместно с Шацкиным составил в 1932 новый блок с бывшим «правым уклонистом» Стэном Я. Э. В 1935 году Ломинадзе покончил жизнь самоубийством, Стэн в 1932 сослан в город Акмолинск, Казахстан, расстрелян в 1937. |
| Группа Смирнова                                               | В 1931 году возникла подпольная группа Смирнова И. Н., нелегально собиравшаяся и критиковавшая положение дел в СССР. Разгромлена ОГПУ в 1933 году. |
| Группа Смирнова-Сапронова                                     | Согласно Роговину, группа бывших «децистов» Смирнова В. М. — Сапронова Т. В. в 1920-е было идейно близка «троцкистско-зиновьевскому блоку», однако откололись от него, большинство исследователей рассматривают их как отдельную группу. Были одними из самых «непримиримых» оппозиционеров. В 1931 году Сапронов написал работу «Агония мелкобуржуазной диктатуры». Оба расстреляны в 1937 по делу так называемой «контрреволюционной децистской организации Сапронова Т. В. и Смирнова В. М.» |
| Группа Рютина-Каюрова («Союз марксистов-ленинцев»)            | В 1930—1932 годах ОГПУ, путём внедрения агентов-провокаторов под видом недовольных сталинским правлением, разгромил оппозиционную группу Каюрова — Рютина (Союз марксистов-ленинцев). Признаком фракционной деятельности в этом случае стало составление собственных программных документов (работа «Сталин и кризис пролетарской диктатуры», более известная, как «платформа Рютина»), ходивших по рукам и ставших широко известными (в частности, с этой работой ознакомились Зиновьев и Каменев). Правление Сталина было названо в документе «мелкобуржуазной диктатурой»; так как документ содержал крайне резкие нападки на Сталина, он усмотрел в «платформе» призыв к террористической деятельности, и потребовал расстрела Рютина. Однако он был приговорён лишь к 10 годам заключения и расстрелян только в 1937 году. Как полагает академик А. И. Фурсов, Рютин со своими единомышленниками бросил самый серьёзный вызов Сталину среди всех внутренних оппозиций, причём сталинское Политбюро в этой ситуации было в завуалированной форме на стороне Рютина (отсюда такие мягкие наказания, тогда как Сталин требовал немедленного расстрела ещё в 1930 году). Начиная с дела Рютина все противники Сталина стали автоматически приравниваться к «контре», с 1932 года исключение из партии стало автоматически сопровождаться арестом и внесудебным осуждением, чаще всего к расстрелу, а в ходе последовавшей в 1933 году чистки было уничтожено и посажено в Гулаг 35—40% тогдашних членов, кандидатов в члены ВКП(б) и комсомольцев. |
| Предполагаемый «право-левый» («троцкистско-бухаринский») блок | Общим местом «Большого террора» являлись обвинения в организации фракционного «троцкистско-бухаринского блока», якобы поставившего своей целью свержение власти путём конспирации и террористических актов (см. Третий Московский процесс (1938)). По сути этот альянс (если он действительно существовал) представлял собой «право-левый блок», парадоксальное объединение бывших «леваков» с бывшими «правыми» — объединение людей с прямо противоположными платформами, связанными лишь общей ненавистью к Сталину. Сам термин должен был показать моральный релятивизм («двурушничество») оппозиции, готовность с лёгкостью поступиться своими идеями ради прихода к власти. Сближение позиций «правых» и «левых» наметилось уже с 1928 года. Бухарин не возражал против индустриализации и плановой экономики как таковых, требуя лишь отказаться от раздувания её темпов, что считал авантюрой и высасыванием соков из деревни. Оставшиеся же «непримиримые» из бывших «левых» широко критиковали различные перегибы, появившиеся в ходе индустриализации. Достоверно известно лишь о факте переговоров Каменева («левого») с Бухариным («правым») ещё в 1928 году, по всей видимости они продолжались и в начале 1930-х, являясь уже полностью нелегальными (в англоязычной литературе говорится о просуществовавшем короткое время «блоке оппозиций»). На третьем московском процессе в адрес Бухарина, помимо сотрудничества с Троцким по крайней мере с 1932 года, был выдвинут целый ряд фантастических обвинений: заговор с целью убийства Максима Горького, составление планов по отторжению СССР ряда территорий (в частности, Узбекистана и Украины), якобы составление ещё в 1918 году заговора, совместно с Троцким и левыми эсерами с целью убийства Ленина, Сталина и Свердлова «как определяющих фигур партийного и советского руководства», и др. Бухарин обвинялся даже в организации «подрывной работы» в области капитального строительства, в области госбюджета и сберегательных касс. Обвиняемым также вменялось сотрудничество с фантастически широким кругом иностранных разведок (германской, японской, английской и др.) |

## 1957. Антипартийная группа
Первая со времён «съезда победителей» 1934 года оппозиционная группа образовалась в 1957 году, в связи с принятым XX Съездом курсом на десталинизацию. Группа бывших соратников Сталина, в первую очередь Каганович, Маленков и Молотов сколотили заведомое большинство в Президиуме (название Политбюро с 1952 года) ЦК КПСС, и попытались снять с должности Хрущёва. «Заговорщики» сильно недооценили несоответствие между объективно сложившейся в партии реальностью и её уставом; тогда как при жизни Сталина Политбюро фактически превратилось в основной руководящий орган, отдающий приказы Центральному Комитету, формально высшей властью всё ещё оставались пленумы ЦК.
При теснейшей поддержке Жукова Г. К. Хрущёву удалось настоять на созыве пленума, и, в свою очередь, сколотить на нём заведомое большинство. Группа Кагановича-Маленкова-Молотова «и примкнувшего к ним Шепилова» фактически была обвинена во фракционной деятельности, выведена из состава ЦК, и затем исключена из партии.

## Перестройка
На XXVII съезде КПСС (1986) был фактически принят курс на легализацию внутрипартийных фракций, усиление роли Советов как центров принятия решений, введение в стране многопартийной системы. В этом плане историческим событием стало проведение XIX Всесоюзной партконференции (1988), первой с 1941 года.
Вплоть до по крайней мере 1990 года, Генеральному секретарю ЦК КПСС Михаилу Горбачёву удавалось удерживать контроль за партийным большинством. В то же время образовался целый ряд платформ, оппозиционных ему как слева, так и справа. С одной стороны, такие консервативные течения, как Большевистская платформа в КПСС, Объединённые фронты трудящихся и др., обвиняли Горбачёва в курсе на «реставрацию капитализма». С другой стороны, радикалы из Демократической платформы в КПСС требовали введения реальной многопартийной системы и преобразования КПСС в социал-демократическую партию (более подробно см. Платформы в КПСС).
Провозглашённый перестройкой курс на легализацию фракций привёл к тому, что ряд консервативных политиков инициировал, начиная с 1989 года, процесс основания Российской компартии (тогда как в остальных 14 союзных республиках были свои компартии, в РСФСР такого никогда не было).
В то же время, в условиях охватившего СССР острейшего экономического, внешнеполитического, демографического кризисов, резко усилившихся межнациональных столкновений, требования демократического крыла партии начали стремительно радикализоваться. На последнем, XXVIII съезде КПСС Борис Ельцин и ряд его сторонников демонстративно вышли из партии, выразив тем самым разрыв с коммунистической идеологией. Несмотря на то, что на этом съезде Горбачёв был переизбран Генеральным секретарём, стал очевиден фактический раскол партии.